# 京都八千代館
京都八千代館（きょうとやちよかん）は、かつて存在した日本の映画館である。1910年（明治43年）10月、京都府京都市下京区（現在は中京区域）の新京極に、松竹合名（現在の松竹）が芝居小屋八千代館（やちよかん）として開館、1911年（明治44年）5月、第一八千代館（だいいちやちよかん）と改称、1928年（昭和3年）前後に八千代館に名称が戻った。1940年（昭和15年）前後に一時、松日劇場（しょうじつげきじょう）と改称したが、すぐに八千代館に名称が戻っている。1970年代に成人映画館に業態を転換、2007年（平成19年）12月29日に閉館した。
京都府における初の常設活動写真館（映画館）として知られる。

## 沿革
- 1910年10月 - 芝居小屋八千代館として開館[1]
- 1911年1月1日 - 吉沢商店に賃貸し常設活動写真館（映画館）に業態を変更、京都初の映画館になる[1]
  - 同年5月 - 第一八千代館と改称
- 1928年前後 - 再度、八千代館と改称[5][6]
- 1940年前後 - 松日劇場と改称、1941年には八千代館に戻す[9]
- 1944年11月2日 - 戦時体制により以降休館[15]
- 1970年代 - 成人映画館に業態を転換[2]
- 2007年12月29日 - 閉館[3]

## データ
- 所在地 : 京都府京都市中京区新京極通四条上ル仲之町580番地[2][13][16]
  - 現在は同一の建物にWEGO京都店が入居[16]

北緯35度0分17.17秒 東経135度46分3.11秒 / 北緯35.0047694度 東経135.7675306度
- 経営 : 
  1. 松竹合名 （1910年[1]）
  2. 吉沢商店 （1911年[1] - 1912年）
  3. 日活 （1912年 - 1915年[17]）
  4. 松竹合名 （1915年[17] - 1926年）
  5. 八千代キネマ株式会社 （藤田嘉市、1926年[5] - 1929年[6]）
  6. 寺田キネマ （寺田亀太郎、藤田嘉市、1929年[7] - 1937年）
  7. マキノトーキー （1937年[14]）
  8. 馬淵興行 （1937年[14]）
  9. 松竹 （白井信太郎、1940年代[9][10]）
  10. 千日土地建物 （1940年代[11] - 1951年） ⇒ 千土地興行（1951年 - 1963年） ⇒ 日本ドリーム観光 （1963年 - 1993年）
  11. 八千代キネマ株式会社 （1993年[13] - 2007年）
- 構造 : 木造二階建[11] ⇒ 鉄筋コンクリート造[13]
- 観客定員数 : 780名（1927年[5]） ⇒ 850名（1929年[6]・1930年[7]） ⇒ 473名（1942年[9]・1943年[10]） ⇒ 573名（1950年[11]） ⇒ 129名（2001年[13]・2003年[2]）

## 概要

### 京都初の映画常設館
1910年（明治43年）10月、京都府京都市下京区（現在は中京区域）の新京極四条上ル仲之町の第二京極と呼ばれた地区に、松竹合名（現在の松竹）が芝居小屋八千代館として開館した。新京極界隈を古くから所有していた金蓮寺が宇治郡へ移転（その後、北区に移転）したため、その跡地に建設された。同社は同館を開館した2か月後の翌1911年（明治44年）1月1日付で、日活の前身の一社である東京・京橋区の吉沢商店に賃貸に出し、これを映画常設館とした。映画の常設上映は、京都府内では初のことであった。同年5月には、西陣京極の國華座も吉沢商店に賃貸し、これを第二八千代館、同館を第一八千代館と改称している。第二京極の狭い地区には、同年1月に横田商会が中央電気館（のちの大正座あるいは中央映画劇場）を角力常設館として新設したほか、三友倶楽部（のちの京極東宝）、新富座（のちの京極大映、合併して京極東宝）等の芝居小屋・映画館がひしめき合っていた。「港町キネマ通り」の同館の記事には「歌手の“ばんばひろふみ氏”のお爺さんが創設された」と記載されているが、同人物がだれにあたるのかは不明である。
1912年（大正元年）9月10日、吉沢商店が他の3社と合併し日活を形成、その後は日活が引き続き賃借していたが、1915年（大正4年）、同様に日活が松竹から賃借していた京都歌舞伎座（のちのSY松竹京映、新京極四条上ル）、みかど館（のちの菊水映画劇場、新京極蛸薬師北入ル）、第二八千代館（のちの西陣八千代館、西陣京極）とともに、松竹へ返還された。返還後の同館は、天然色活動写真（天活）の作品を興行した。松竹が松竹キネマを設立し、映画を製作・配給し始めるのは1920年（大正9年）であり、当時は映画については興行のみの会社であったからである。1925年（大正14年）に発行された『日本映画年鑑 大正十三・四年』によれば、大正末期の同館は、1923年（大正12年）12月に設立された東亜キネマの作品を興行する映画館になっていた。当時の新京極には、同館を含めてすでに8館の映画館が営業しており、マキノキネマ（のちの新京極シネラリーベ）が同館同様に東亜キネマ、同館の正面に位置した中央館および松竹座（のちの京都松竹座、新京極三条下ル）、歌舞伎座が松竹キネマ、富士館（新京極四条上ル）が帝国キネマ演芸、帝國館（のちの京都日活映画劇場、新京極錦小路上ル）が日活、京都キネマ倶楽部（のちの菊水映画劇場）が自由興行として輸入映画を上映していた。
昭和に入り、1927年（昭和2年）に発行された『日本映画事業総覧 昭和二年版』によれば、当時の同館の経営は八千代キネマ株式会社、支配人は藤田嘉市、興行系統は帝国キネマ演芸およびユニバーサル映画、観客定員数は780名であった。当時の同館では、『燃え立つ戦線』（英語: The Flaming Frontier, 監督エドワード・セジウィック、1926年）、『白河小天狗』の前篇・後篇（監督唐沢弘光、製作配給帝国キネマ演芸）、『愛の富士』（監督松本英一、製作配給帝国キネマ演芸）が公開された記録が残っている。同資料によれば、同館は、第二八千代館、伏見大手座（のちの伏見大手劇場）とともに、小林喜三郎の小林商会の系統を意味する「小林系」に分類された。第二八千代館が西陣八千代館と館名を変更した1928年（昭和3年）前後には、八千代館に館名を戻している1929年（昭和4年）4月1日には、同館の所在する地域が下京区から分区して、中京区を形成している。同年の情報が掲載され1930年（昭和5年）に発行された『日本映画事業総覧 昭和五年版』によれば、同館の支配人は藤田嘉市のままであるが、経営が寺田キネマに変わり、興行系統は「洋画」、観客定員数は850名と記載されている。寺田亀太郎のを代表とする寺田キネマは、同資料によれば、京都市内外に同館のほか、第二京極と伏見丹波橋に2つの中央館（のちの中央映画劇場、および伏見キネマ）、壬生館（のちの壬生東宝映画劇場、仏光寺通千本西入ル）、寶座（西九条猪熊町）、昭和館（のちの西陣昭和館、千本通下長者町上ル）、堀川中央館（堀川京極）、葵館（出町）、伏見松竹館（のちの伏見映画劇場、伏見風呂屋町）の合計9館を経営した旨の記載がある。
1937年（昭和12年）2月1日、同館がマキノ正博が経営するマキノトーキーの直営封切館になる。田村邦男、大内弘ら所属俳優による記念披露アトラクションが、同館で連日行われた。同月14日 - 16日の間には、コロムビア映画製作のアメリカ映画『銃弾の洗礼』（監督デイヴィッド・セルマン）の上映とともに、マキノトーキー所属の女優・久松三津枝の男装主演による『勤王の志士半平太』（作演出・田丸重雄）の実演を行っている。同年4月には同社は解散しており、同年8月8日付の『京都日日新聞』によれば、同月1日からは馬淵興行（代表・馬淵弘）に経営が移り、同館では水田雅晴演出によるムーランルージュの実演を上演している。

### 戦中から戦後へ
第二次世界大戦が始まり、戦時統制が敷かれ、1942年（昭和17年）、日本におけるすべての映画が同年2月1日に設立された社団法人映画配給社の配給になり、映画館の経営母体にかかわらずすべての映画館が紅系・白系の2系統に組み入れられるが、『映画年鑑 昭和十七年版』には同館の興行系統については記述されていない。同資料によれば、当時の同館の経営は松竹（白井信太郎）、支配人は林三郎、観客定員数473名である。1944年（昭和19年）11月2日付の『大阪朝日新聞京都版』によれば、同日、大日本興行協会京都府支部の決定により、京都市内の映画館のうち11館が同日付で休館に入り、倉庫・雑炊食堂に転換することになった。このとき同館は、同市面で同じ新京極に分類された京極日活館（のちの新京極シネラリーベ）、河原町映画劇場、あるいは西陣地区の長久座（のちの西陣長久座）、西陣大映劇場（のちの西陣大映）等とともに休館対象となり、同日付で休館した。
戦後は早くに復興しており、1950年（昭和25年）9月1日には中京区内で営業する18館に数えられている。当時の同館の経営は千日土地建物（のちの日本ドリーム観光）、支配人はのちの同社取締役の長谷川渉、観客定員数は573名、興行系統はセントラルモーションピクチュアエクスチェンジ（CMPE, 連合国軍最高司令官総司令部内、1952年解体）系列の二番館であり、アメリカ映画を封切りから1-2週遅れで公開する映画館であった。長谷川渉は、当時、同社が経営する京極大映（のちに合併して京極東宝）の支配人も兼務していた。1954年（昭和29年）12月15日には、千土地労働組合が越年資金支給をめぐってストライキに突入し、同館および京都劇場（河原町三条下ル）、文化映画劇場（1961年4月閉館、河原町蛸薬師上ル）、京洛劇場（1970年閉館、新京極六角東入ル）の4館で激しい闘争が行われたという記録が残っている。
1970年代からは成人映画館に業態を変更した。1977年（昭和52年）6月24日には、当時、八千代キネマ株式会社の代表取締役社長であった元松竹取締役で白井和夫（白井松次郎の長男）が満50歳で死去している。1984年（昭和59年）6月23日に公開された『瀬戸内少年野球団』（監督篠田正浩、配給日本ヘラルド）では、同館でロケーション撮影が行われ、その時に制作された『カサブランカ』（監督マイケル・カーティス、日本公開1946年6月20日）の劇用看板は、末年まで同館で掲示された。1988年（昭和63年）の日活ロマンポルノの終焉以降は、新日本映像・大蔵映画が製作・配給するピンク映画を三本立てで週替わり、連日オールナイト興行を行っていた。同館の経営は、1993年（平成5年）に日本ドリーム観光がダイエー傘下に入った後に同社から離脱した。2002年（平成14年）秋からは、日本のピンク映画に並行し、輸入映画のポルノ、いわゆる「洋ピン」を番組に取り入れていた。このころの同社の経営は八千代キネマ株式会社、同社代表は白井松太郎、支配人は岡本正義、観客定員数は2階席も含めて129名であった。
前日からのオールナイト興行の最終回終了をもって、2007年（平成19年）12月29日未明、閉館した。同館の最後の支配人は岡本正義であった。同館の建物は現存しており、現在、古着屋チェーン「WEGO京都店」が入居している。